# Яптік-Сале
Япті́к-Сале́ (рос. Яптик-Сале) — селище у складі Ямальського району Ямало-Ненецького автономного округу Тюменської області. Входить до складу Мис-Каменського сільського поселення.
Населення — 63 особи (2010, 138 у 2002).
Національний склад станом на 2002 рік: ненці — 96 %.
Стара назва — Яптіксале.